# 宗廟
宗廟（そうびょう）とは、中国において、氏族が先祖に対する祭祀を行う廟のこと。中国の歴代王朝においては、廟号が宗廟での祭祀の際に使われる。
台湾の台中にある林氏宗廟や、世界遺産に登録されている朝鮮王朝（李氏朝鮮）の李氏宗廟が有名。そのため宗廟祭禮楽も世界遺産に登録されている。
日本においては皇室の祖先をまつるみたまやすなわち伊勢神宮を敬っていう語。あるいは石清水八幡宮もこれに擬して第二宗廟とよぶことがある（二所宗廟）。さらに転じて宗廟によって守護され皇室によって統治される日本の国家のこと。